# Sphenopsis melanotis
A Sphenopsis melanotis a madarak osztályának verébalakúak (Passeriformes) rendjébe és a tangarafélék (Thraupidae) családjába tartozó faj.

## Rendszerezése
A fajt Philip Lutley Sclater angol ügyvéd és zoológus írta le 1855-ben, a Chlorospingus nembe Chlorospingus melanotis néven.  Egyes szervezetek a Hemispingus nembe sorolják Hemispingus melanotis néven.

## Alfajai
- Sphenopsis melanotis berlepschi (Taczanowski, 1880)
- Sphenopsis melanotis castaneicollis (Sclater, 1858)
- Sphenopsis melanotis melanotis (Sclater, 1855)[2]

## Előfordulása
Az Andok hegységben Bolívia, Ecuador, Kolumbia, Peru és Venezuela területén honos. Természetes élőhelyei a szubtrópusi és trópusi hegyi esőerdők. Állandó, nem vonuló faj.

## Megjelenése
Testhossza 14 centiméter, testtömege 13-22 gramm.

## Természetvédelmi helyzete
Az elterjedési területe nagyon nagy, egyedszáma pedig stabil. A Természetvédelmi Világszövetség Vörös listáján nem fenyegetett fajként szerepel.